# خانه حاج ابراهیم صالحی مطلق
خانه حاج ابراهیم صالحی مطلق مربوط به دوره قاجار است و در بوشهر، بافت قدیم محله بهبهانی، پ ۹ واقع شده و این اثر در تاریخ ۷ مرداد ۱۳۸۲ با شمارهٔ ثبت ۹۲۷۹ به‌عنوان یکی از آثار ملی ایران به ثبت رسیده است.